# Frickenhausen
Frickenhausen település Németországban, azon belül Baden-Württembergben. Lakosainak száma 9303 fő (2023. december 31.). Frickenhausen Beuren és Neuffen községekkel határos.

## Népesség
A település népessége az elmúlt években az alábbi módon változott:
| Lakosok száma | 5657 | 6749 | 7908 | 8239 | 8649 | 9150 | 8827 | 8831 | 8634 | 9303 |
|               | 1961 | 1967 | 1974 | 1980 | 1987 | 1993 | 2000 | 2006 | 2013 | 2023 |